# Yavuz Bingöl

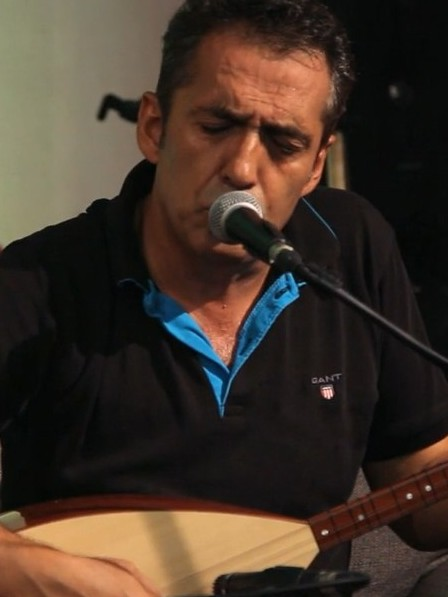
Yavuz Bingöl (2014)

Yavuz Bingöl (* 7. Oktober 1964 in Istanbul) ist ein türkischer Volksmusiker und Schauspieler.

## Leben
Yavuz Bingöls Familie, dessen ältestes Kind er war, stammt aus der Provinz Kars aus Nordostanatolien. Seine Mutter (* 1943) ist unter dem Namen Şahsenem Bacı eine bekannte Volkssängerin (Aşık). Da sein Vater Yılmaz Bingöl ein Lehrer war und daher regelmäßig versetzt wurde, musste die Familie oft umziehen. So besuchte Bingöl zwischen 1970 und 1975 vier verschiedene Grundschulen in Kars, Konya, Istanbul und Ankara. Bingöl beendete seine musikalische Ausbildung im Jahr 1979. Nach seinem Wehrdienst 1986 heiratete er.

## Karriere
Im Jahr 1989 gründete er zusammen mit Nihat Aydın die Band Grup Umuda Ezgi, die er 1995 verließ. Seitdem veröffentlichte er zwölf Alben, das bislang Letzte erschien im Jahr 2018.
Neben seiner musikalischen Karriere begann Bingöl auch ab 1998 in Filmen, vorerst mit kleinen Nebenrollen, zu schauspielern. Der Film O Simdi Asker wurde auf dem International Istanbul Film Festival als bester türkischer Film nominiert. Seit 2007 teilt er in der populären TV-Serie „Esref Saati“ die Hauptrolle mit Yetkin Dikinciler. 2008 spielte er in dem preisgekrönten Film Üç maymun von Nuri Bilge Ceylan mit.

## Diskografie

### Alben
- 1995: Sen Türkülerini Söyle
- 1997: Baharım Sensin
- 1998: Gülen Az Güle Naz
- 1999: Sitemdir
- 2000: Üşüdüm Biraz
- 2002: Belki Yine Gelirsin
- 2004: Unutulur Herşey
- 2005: Biz
- 2007: Yare
- 2010: Kül
- 2012: Ateş
- 2018: İhsan

### Kollaborationen
- 2000: Umuda Ezgi'ler (mit Nihat Aydın)

### Singles (Auswahl)
- 1999: Kara Tren
- 2000: Tanrı'dan Diledim
- 2012: Saçlarını Taramışsın
- 2018: Akşam Olur Karanlığa

## Filmografie (Auswahl)
- 1998: Cumhuriyet
- 1999: Salkim hanimin taneleri
- 2002: Zerda (TV-Serie)
- 2003: O şimdi asker
- 2005: O şimdi mahkum
- 2005: Yanik Koza
- 2007: Esref saati (TV-Serie)
- 2007: Beyaz melek
- 2008: Üç maymun
- 2010: Ask bir Hayal (TV-Serie)
- 2011: 72. Kogus
- 2013: Karagül" (TV-Serie)
- 2014: Aşk sana benzer
- 2015: Aşk zamani (TV-Serie)
- 2016: "Sevda Kuşun Kanadında (TV-Serie)"

## Auszeichnungen
- 2000: Altın Kelebek Award in der Kategorie Bester türkischer Volksmusiker
- 2001: Kral Türkiye Müzik Award in der Kategorie Bester türkischer Volksmusiker
- 2002: Altın Kelebek Award in der Kategorie Bester türkischer Volksmusiker
- 2003: Kral Türkiye Müzik Award in der Kategorie Bester türkischer Volksmusiker
- 2004: Altın Kelebek Award in der Kategorie Bester türkischer Volksmusiker
- 2005: Altın Kelebek Award in der Kategorie Bester türkischer Volksmusiker